# Caterina Scarpellini

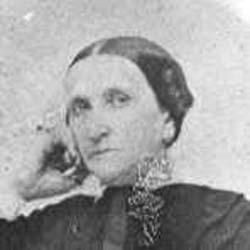
Caterina Scarpellini

Caterina Scarpellini (* 29. Oktober 1808 in Foligno; † 28. November 1873 ebenda) war eine italienische Astronomin und Meteorologin.

## Biographie
Scarpellini wurde 1808 in Foligno geboren und zog im Alter von 18 Jahren nach Rom, wo sie Assistentin ihres Onkels, des Astronomen Feliciano Scarpellini wurde, der seit 1816 Direktor des astronomischen Observatoriums der Sapienza-Universität von Rom am Campidoglio war. Dort lernte sie Erasmo Fabri kennen, einen weiteren Assistenten ihres Onkels, und heiratete ihn. Nach dem Tod des Onkels arbeiteten sie beide weiter am Observatorium unter der Leitung von Ignazio Calandrelli.
Im Jahr 1856 richtete sie eine meteorologische Wetterstation am Observatorium auf dem Kapitol ein, die später nach ihr benannt wurde. Zwei Jahre vorher gehörte sie zum Beobachtungsteam des Großen Kometen von 1854.

## Ehrungen und Auszeichnungen
- 1872 wurde ihr die Goldmedaille des Königreichs Italien verliehen.
- Sie wurde in die Accademia dei Georgofili in Florenz[3] und in die Accademia dei Quiriti in Rom aufgenommen.
- Ein Krater der Venus wurde nach ihr benannt.[4]

## Werke (Auswahl)
- Biografia dell'astronomo Don Ignazio Calandrelli, 1866, eingeschränkte Vorschau in der Google-Buchsuche